# Lancer du disque féminin aux Jeux olympiques d'été de 1976
Navigation
Munich 1972 Moscou 1980
L'épreuve du lancer du disque féminin aux Jeux olympiques de 1976 s'est déroulée les 28 et 29 juillet 1976 au Stade olympique de Montréal, au Canada. Elle est remportée par l'Est-allemande Evelin Schlaak qui établit un nouveau record olympique avec la marque de 69,00 m.

## Résultats

### Finale
| Rang               | Athlète                   | Pays               | Essais | Essais | Essais | Essais | Essais | Essais | Marque  | Notes |
| Rang               | Athlète                   | Pays               | 1      | 2      | 3      | 4      | 5      | 6      | Marque  | Notes |
| ------------------ | ------------------------- | ------------------ | ------ | ------ | ------ | ------ | ------ | ------ | ------- | ----- |
| Médaille d'or      | Evelin Schlaak            | Allemagne de l'Est | 69.00  | 66.80  | 66.12  | x      | 61.24  | 64.80  | 69.00 m | OR    |
| Médaille d'argent  | Maria Vergova             | Bulgarie           | 62.22  | 67.30  | 60.44  | 59.86  | 62.70  | x      | 67.30 m |       |
| Médaille de bronze | Gabriele Hinzmann         | Allemagne de l'Est | 66.68  | 66.10  | 66.84  | 66.24  | 66.32  | x      | 66.84 m |       |
| 4                  | Faina Melnik              | Union soviétique   | 64.48  | 65.42  | 62.76  | 66.40  | x      | 64.20  | 66.40 m |       |
| 5                  | Sabine Engel              | Allemagne de l'Est | x      | 61.18  | 65.46  | 65.88  | 64.92  | 61.18  | 65.88 m |       |
| 6                  | Argentina Menis           | Roumanie           | 62.82  | 62.50  | 63.70  | 64.14  | 65.38  | 63.48  | 65.38 m |       |
| 7                  | María Cristina Betancourt | Cuba               | 61.28  | 60.24  | 63.86  | 59.58  | 58.28  | 61.24  | 63.86 m |       |
| 8                  | Natalya Gorbachova        | Union soviétique   | 63.02  | 60.98  | 62.24  | x      | 63.46  | x      | 63.46 m |       |
| 9                  | Carmen Romero             | Cuba               | 60.90  | 59.90  | 61.18  |        |        |        | 61.18 m |       |
| 10                 | Olga Andrianova           | Union soviétique   | 60.80  | 56.18  | 59.90  |        |        |        | 60.80 m |       |
| 11                 | Jane Haist                | Canada             | 59.74  | x      | x      |        |        |        | 59.74 m |       |
| 12                 | Rita Pfister              | Suisse             | x      | 56.72  | 57.24  |        |        |        | 57.24 m |       |
| 13                 | Lucette Moreau            | Canada             | 55.88  | x      | 53.00  |        |        |        | 55.88 m |       |

## Légende
Records et Performances
- AR : Record continental (area record)
- CR : Record des championnats (championship record)
- MR : Record du meeting (meet record)
- NR : Record national (national record)
- OR : Record olympique (olympic record)
- PR : Record paralympique (paralympic record)
- PB : Record personnel (personal best)
- SB : Meilleure performance personnelle de la saison (season's best)
- WL : Meilleure performance mondiale de l'année (world leader)
- WJR : Record du monde junior (world junior record)
- WR : Record du monde (world record)

Circonstances et Conditions
- DNF : N'a pas terminé (did not finish)
- DNS : N'a pas pris le départ (did not start)
- DQ : Disqualification (disqualification)
- NM : Aucun essai valable enregistré (No Mark)
- Q : Qualifié « directement » au prochain tour (ou à la prochaine compétition), lors d'une compétition majeure, grâce au classement ou à la réalisation des minima (automatic qualifier)
- q : Qualifié au prochain tour (ou à la prochaine compétition), lors d'une compétition majeure, grâce au repêchage ou à la réalisation de l'une des meilleures performances parmi celles des « non qualifiés directement » (grâce au meilleur temps ou à la meilleure distance par exemple) (secondary qualifier)